# Jusuf Hamdan
Jusuf Hamdan (ur. ?, zm. 1939) – dowódca wojskowy podczas arabskiego powstania w Palestynie (1936–1939).
Gdy w kwietniu 1936 wybuchło arabskie powstanie w Palestynie, Hamdan przyłączył się do powstańców, zaciągając się do oddziału Jusufa Said Abu Durra. Ich oddział prowadził działania w rejonie Dżeninu w Samarii. Celem ataków były linie komunikacyjne i posterunki brytyjskiej policji mandatowej. Czasami wypuszczano się także do Galilei, gdzie atakowano żydowskie osady rolnicze w rejonie Nazaretu i Hajfy. Hamdan zginął w 1939 w potyczce z patrolem brytyjskiej policji mandatowej w pobliżu wioski Ladżdżun.